# 文殊站 (庆尚北道)
文殊站（：／ Munsu yeok */?）是位于韩国庆尚北道荣州市文殊面的一个铁路车站，属于中央线。

## 历史
- 1941年7月1日 - 落成使用。

## 相鄰車站
韓國鐵道公社
中央線
榮州－文殊－瓮泉信號場